# Worakarn Rojjanawat
Worakarn Rojjanawat (tiếng Thái: วรกาญจน์ โรจนวัชร), nghệ danh là Punch (พั้นช์), trong tiếng Thái nghĩa là Cú đấm. Cô là ca sĩ, diễn viên người Thái Lan, hiện đang làm việc với GMM Grammy. Punch sinh ngày 5 tháng 9 năm 1984.

## Cuộc sống cá nhân
Punch Worakarn tên thật là Worathikarn Rojanawachat. Là con gái duy nhất của gia đình, cuộc sống của Punch gắn liền với âm nhạc từ nhỏ. Lúc 5 tuổi, Punch đã trở thành một ca sĩ chính của ban nhạc gia đình thường xuyên biểu diễn ở các sự kiện.
Sau khi hoàn thành chương trình Thương mại của Đại học Suan Dusit Rajabhat, Punch chính thức gia nhập làng giải trí với tư cách là ca sĩ ký hợp đồng với hãng thu âm GMM Grammy.
Trong phim Xin lỗi anh yêu em, Punch thủ vai nữ chính Must Ta Ankunwattana (Tong). Năm 2016, Punch Worakarn từng được giải Nữ nghệ sĩ độc thân xuất sắc nhất. Năm 2017, Punch đã kết hôn với Attakorn Khuwattana Wiboon - người bạn trai từng hoạt động chung trong ban nhạc gia đình.

## Sự nghiệp

### Âm nhạc
Danh sách album của Punch:
- Unaffected Women - ผู้หญิงตาดำๆ (2005.02.01)
- The Love - ผู้หญิงกลางสายฝน (2006.02.28)
- Special Day - วันพิเศษ (2006.08.29)
- Singer Dust - นักร้องเปื้อนฝุ่น (2007.09.27)
- Woman Story - วูแมนสตอรี (2008.02.15)
- Punch Love - พั้นช์ เพลงรัก (2008.09.09)
- Natural Phenomenon - ปรากฏการณ์ธรรมชาติ (2009.12.11)
- Henchman - คนสนิท (2011.03.31)
- Chapter 7 - บทที่ 7 (2013.02.15)

### Loạt kịch và phim truyền hình[4]
| Năm  | Phim                                                | Vai                                   | Đóng với           | Đài         |
| ---- | --------------------------------------------------- | ------------------------------------- | ------------------ | ----------- |
| 2006 | พ่อแกกับแม่ฉัน                                          | ป่าน                                   |                    | CH3         |
| 2007 | Bang Rak Soi 9                                      | พิม                                    |                    | CH9         |
| 2010 | Taddao Bussaya                                      | Taddao Bussaya / Sutad                | Thrisadee Sahawong | CH3         |
| 2011 | Raberd Terd Terng Lun Thung                         | สวย                                   |                    | CH5         |
| 2012 | Ban Tuek Kam                                        | อุ่น                                    |                    | CH3         |
| 2012 | Tarnchai Nai Sai Mok                                | Khing                                 | Louis Scott        | CH3         |
| 2013 | Raberd Tiang Thaew Trong                            | หมวดขิม/ขิม                             |                    | WorkpointTV |
| 2013 | Ruk Sutrit Người con gái tôi yêu                    | Chanamon / "Chon"                     | Jirayu Tangsrisuk  | CH3         |
| 2016 | I'm Sorry I Love You Xin lỗi, anh yêu em (Thai ver) | Must Ta Ankunwattana (Tongtha / Tong) | Nitidon Pomsuwan   | OneHD       |
| 2017 | Ha Unlimited (Public)                               | แพม                                   |                    | GMMTV       |

### Phim điện ảnh
| Năm  | Phim                     | Vai | Đóng với                   |
| ---- | ------------------------ | --- | -------------------------- |
| 2008 | Coming Soon              | Som | Chantavit Dhanasevi        |
| 2018 | Chuyện ma lúc 3 giờ sáng | Pim | Akarin Akaranitimaytharatt |

## Giải thưởng[5]
- Nữ nghệ sĩ xuất sắc nhất năm (Seed Awards 2006)
- Nữ nghệ sĩ xuất sắc nhất năm (Seed Awards 2008, lần thứ 3)
- Giải thưởng Ca sĩ chính (Star Idol Award 2008)
- Giải thưởng ca sĩ hàng đầu 2008 (Top Awards 2008)
- Nữ ca sĩ hàng đầu, Nữ ca sĩ nổi tiếng (Soizaa Awards 2009)
- Nữ nghệ sĩ xuất sắc nhất năm (Seed Awards lần 9)
- Nữ nghệ sĩ xuất sắc nhất của năm (Gmember awards 2014)
- Nghệ sĩ nổi tiếng Thái Lan phổ biến (ดาวเมขลา ครั้งที่ 2)